# Helius deentoo
Helius deentoo är en tvåvingeart som beskrevs av Günther Theischinger 1994. Helius deentoo ingår i släktet Helius och familjen småharkrankar. Inga underarter finns listade i Catalogue of Life.